# Jeffrey Lagarias
Jeffrey Clark Lagarias (* 16. November 1949 in Pittsburgh) ist ein US-amerikanischer Mathematiker.

## Leben
Lagarias war 1970 Putnam Fellow (als Sieger des Wettbewerbs) und studierte am Massachusetts Institute of Technology (MIT), wo er 1974 bei Harold Stark promoviert wurde (The 4-part of the class group of a quadratic field). Ab 1975 war er an den ATT Bell Laboratories, wo er Distinguished Member of the Technical Staff wurde. Seit 1995 ist er Berater (Technology Consultant) bei ATT Research Laboratories. 2002 wurde er Professor an der University of Michigan.
Lagarias arbeitete unter anderem über Zahlentheorie, Komplexitätstheorie, Kryptographie, mathematische Physik, dynamische Systeme, niedrig dimensionale Topologie (Knotentheorie), Lineare Optimierung  und Diskrete Geometrie (wie Kreispackungen, Quasikristalle). Er fand mit Peter Shor 1992 ein Gegenbeispiel zur Keller-Vermutung für Dimensionen größer oder gleich 10. Außerdem bewies er, dass folgende elementare Vermutung äquivalent zur Riemannschen Vermutung ist:
Für alle {\displaystyle n>0} gilt     {\displaystyle \sigma (n)\leq H_{n}+e^{H_{n}}\ln {H_{n}}}     und das Gleichheitszeichen darin nur für {\displaystyle n=1}.
Dabei ist {\displaystyle \sigma (n)} die Summe der Teiler von {\displaystyle n} und {\displaystyle H_{n}=1+{\tfrac {1}{2}}+{\tfrac {1}{3}}+\ldots +{\tfrac {1}{n}}} die {\displaystyle n}-te harmonische Zahl.
In Arbeiten mit Ronald Graham, Allan Wilks und anderen untersuchte er in den 2000er Jahren zahlentheoretische Aspekte von Apollonischen Kreispackungen (ausgebaut von Alex Kontorovich, Hee Oh).
Mit Joel Hass und Nicholas Pippenger untersuchte er das Unknoten-Problem und zeigte, dass es in die Komplexitätsklasse NP gehört. 2001 schätzten Hass und Lagarias auch die Zahl der Reidemeister-Bewegungen für das Entknoten ab.
Er arbeitete auch über das Collatz-Problem. Lagarias war mit Gábor Fejes Tóth Gast-Herausgeber des Sonderheftes von Discrete & Computational Geometry, das den Beweis der  Kepler-Vermutung veröffentlichte. Lagarias war am Review des Beweises von Thomas C. Hales und Samuel P. Ferguson beteiligt, der in Form eines einwöchigen Workshops 1999 am Institute for Advanced Study stattfand und fasste die Struktur des Beweises in einem Aufsatz zusammen, der 2002 in Discrete & Computational Geometry erschien. Ab 2003 war Lagarias auch aktiv im Peer-Review der Aufsätze von Hales und Ferguson zum Problem beteiligt.
Er ist Mitglied der National Academy of Sciences (2024) und Fellow der American Mathematical Society (2012). 1986 und 2007 erhielt er den Lester Randolph Ford Award, für 2015 wurde ihm gemeinsam mit Chuanming Zong der Levi-L.-Conant-Preis zugesprochen.

## Schriften
- The 3x+1 problem and its generalizations, American Mathematical Monthly 92, 1985, S. 3–23
- Herausgeber mit Michael J. Todd: Mathematical developments arising from linear programming, Contemporary Mathematics 114, American Mathematical Society 1990
- Point Lattices, in Handbook of Combinatorics, Elsevier 1995, S. 919–966
- An elementary problem equivalent to the Riemann hypothesis, American Mathematical Monthly 109, 2002, S. 534–543.
- Bounds for local density of sphere packings and the Kepler conjecture, Discrete & Computational Geometry, Band 27, 2002, 165–193 (auch abgedruckt in dem von ihm herausgegebenen Buch über die Kepler-Vermutung)
- Hilbert spaces of entire functions and Dirichlet L-functions, in Pierre Cartier, Bernard Julia, Pierre Moussa, Pierre Vanhove (Hrsg.): Frontiers in Number Theory, Geometry and Physics, Band 1, Springer Verlag, 2006
- Jeffrey C. Lagarias (Hrsg.): The ultimate challenge: The 3x+1 problem. Amer. Math. Soc., Providence R. I. 2010, ISBN 0-8218-4940-9.
- als Herausgeber: The Kepler conjecture. The Hales-Ferguson proof, Springer Verlag 2011 (mit Thomas C. Hales, Samuel P. Ferguson, die einleitenden Kapitel sind von Lagarias), ISBN 978-1-4614-1128-4.
- mit Chuanming Zong: Mysteries in packing regular tetrahedra, Notices AMS, Dezember 2012,
- Euler’s constant: Euler’s work and modern developments, Bulletin AMS, Band 50, 2013, S. 527–628
- mit Ronald L. Graham, Colin L. Mallows, Allan R. Wilks, Catherine H. Yan: Apollonian circle packings: number theory, J. Number Theory, Band 100, 2003, S. 1–45
- mit Ronald L. Graham, Colin L. Mallows, Allan R. Wilks, Catherine H. Yan: Apollonian circle packings: geometry and group theory. I. The Apollonian group, Discrete Comput. Geom., Band 34, 2005, S. 547–585